# Tipula (Eumicrotipula) semivulpina
Tipula (Eumicrotipula) semivulpina is een tweevleugelige uit de familie langpootmuggen (Tipulidae). De soort komt voor in het Neotropisch gebied.